# Zvon Zuzana
Zvon Zuzana z roku 1596 od Martina Hilgera z Prahy, který se nachází v arciděkanském kostele Nanebevzetí Panny Marie v Ústí nad Labem, je s dolním průměrem 165 cm největším zvonem ústeckého okresu.

## Rozměry
- Dolní průměr: 165 cm
- Výška: 162 cm
- Hmotnost: 2500 kg[1]

## Popis zvonu
- Koruna: šest uch bez ozdob.
- Čepec: jednořádkový nápis: SCTI SVSANNA PSALM CL: LAVDA DEVM TINITIBVS LAETIS CANORI CYMBAL ANNO DOMINI NOSTRI M D XCVI MI. Překlad: Sv. Zuzana, žalm 150: Chvalte Pána na cymbálích. Léta Pána našeho 1596. Uvedený biblický citát se na zvonech objevuje poměrně často. Pod nápisem pás drobných rostlinných motivů, dnes už téměř nezřetelný.
- Krk: 
  - Obdélný rám, vysoký 20 cm, široký 51 cm, v něm zcela nečitelný nápis, zřejmě se jednalo o v literatuře citovaný (původně latinský) nápis: Z rudy zrozen, znovu vyrobit mě dal senát města Ústí, primas Herrmann a jeho ochotní společníci, Molerus, Bieberstein, Tichtenbaum, Kippelt, Harlich, Koch a Topinka a písař Tatík, druhý notář, a správci kostela Windisch a Siber, vyrobil mě Hilliger Otec, dokončil a vyzdvihl sem nahoru.[1]
  - Na protější straně nezřetelný erb, vysoký 25 cm.
  - Na vnitřní straně zvonu je podivný nápis černou barvou, nečitelný. Snad se jedná o pozůstatek některé z válečných rekvizic.
- Věnec: několik linek a zesílení lemu.
- Srdce: železné, vějířovité, z boku ploché, s krátkou výpustí.

## Zavěšení a stav zvonu
Zvon je zavěšen na zalomeném ocelovém závěsu v dřevěné konstrukci. K rozhoupávání se užívá elektrický vyzváněč. V minulosti byl zvon pootočen o 90°, aby se věnec vytloukal rovnoměrně. Povrch zvonu velmi zašlý, reliéfy nezřetelné. Stav k roku 2001.